# Roger Corman
Roger Corman (Detroit, Michigan, 1926. április 5. – Santa Monica, 2024. május 9.) amerikai filmrendező, forgatókönyvíró, filmproducer, színész. Gene Corman (1927–2020) filmproducer testvére.

## Életpályája
1944-1946 között a haditengerészetnél teljesített szolgálatot. 1947-ben beiratkozott a Stanford Egyetemre. Pályáját 1948-ban kezdte a 20th Century Fox-nál, majd irodalmi ügynökségek munkatársa, újságírója volt. 1950-ben Oxfordban folytatta tanulmányait.
Forgatókönyvíróként 1954-ben mutatkozott be. 1954-ben produkciós céget alapított. 1954 óta több mint 400 film producere volt. 1955-ben rendezett először. 1970-ben megalapította a New World Picures céget. 1991-ben csillagot kapott a Hollywood Walk of Fame-en.

## Munkássága
Westernnel kezdett, gengszterhistóriákkal folytatta, majd rátalált sajátos műfajára, az ún. „horror”-ra. Ennek egyik legnépszerűbb művelője, mestere. Túl a tudatos borzalomkeltésen visszanyúlt Edgar Allan Poe munkásságához (1959–1964) (Az Usher-ház bukása, 1960; A kút és az inga, 1961; A holló, 1963; A vörös halál álarca, 1964; Ligeia sírboltja, 1964). Legnagyobb sikerét azonban a motoros huligánokról szóló A vad angyalok (1966) című filmjével aratta, amelynek egyik főszerepét Nancy Sinatra játszotta.
Munkássága során számos filmrendezővel dolgozott együtt, mint például Francis Ford Coppola, Martin Scorsese, Ron Howard, Peter Bogdanovich, Armondo Linus Acosta, Paul Bartel, Jonathan Demme, Donald G. Jackson, Gale Anne Hurd, Carl Colpaert, Joe Dante, James Cameron, John Sayles, Monte Hellman, George Armitage, Jonathan Kaplan, George Hickenlooper, Curtis Hanson, Jack Hill, Robert Towne, Michael Venzor és Timur Bekmambetov. Olyan színészekkel dolgozott együtt, mint például Jack Nicholson, Peter Fonda, Bruce Dern, Michael McDonald, Dennis Hopper, Talia Shire, Sandra Bullock, Robert De Niro és David Carradine.

## Magánélete
1970-től Julie Corman filmproducer a felesége. Négy gyermekük született.

## Filmjei
Filmproducerként
- Öt fegyveres a nyugaton (1955) (filmrendező is)
- Apache asszony (Apache Woman) (1955) (filmrendező is)
- A seriffnő (1956) (filmrendező is)
- Oklahomai asszony (The Oklahoma Woman) (1956) (filmrendező is)
- Meztelen mennyország (Naked Paradise) (1957) (filmrendező és színész is)
- A rákszörnyek támadása (1957) (filmrendező is)
- Bolygók háborúja (War of the Satellites) (1958) (filmrendező és színész is)
- Fantasztikus utazás (1959)
- Egy vödör vér (1959) (filmrendező is)
- Az utolsó nő a Földön (Last Woman on Earth) (1960) (filmrendező is)
- Az Usher-ház bukása (1960) (filmrendező is)
- Rémségek kicsiny boltja (1960) (filmrendező és forgatókönyvíró is)
- Atlas (1961) (filmrendező és színész is)
- A kút és az inga (1961) (filmrendező is)
- Az idő előtti elhantolás (1962) (filmrendező is)
- Rémtörténetek (1962) (filmrendező is)
- A holló (1963) (filmrendező is)
- Terror (1963) (filmrendező is)
- X (1963) (filmrendező is)
- A kísértetkastély (1963) (filmrendező is)
- A vörös halál álarca (1964) (filmrendező is)
- Ligeia sírboltja (1964) (filmrendező is)
- A vad angyalok (1966) (filmrendező is)
- A vadászat (1966)
- A Valentin-napi mészárlás (1967) (filmrendező is)
- Az utazás (1967) (filmrendező is)
- Célpontok (1968)
- Meztelen angyalok (Naked Angels) (1969)
- Átkozott mama (1970) (filmrendező is)
- A lázadók ökle (1972)
- Keresztmama (1974)
- Halálos futam 2000 (1975)
- Lavina (1978)
- Csata a csillagokon túl (1980) (filmrendező is)
- Eszelős hajsza (1981)
- A félelem galaxisa (1981)
- Androidok lázadása (1982)
- A hercegnő (1983)
- Alsófertály tábor (1984)
- A ház (1986)
- A merénylet órája (1987)
- Meztelen halál (1987)
- Pillangó forradalom (1987)
- Keresztmama 2. (1987)
- Halálvadász és pokolbéli harcosok (1988)
- A gyilkos segédje (1988)
- Gyilkos kísérlet (1988)
- Meztelen halál II. (1989)
- Rejtőzködő borzalom (1989)
- Az örök Frankenstein (1990) (filmrendező és forgatókönyvíró is)
- Gyilkos magzat (1991)
- Kocsmadal (1991)
- A jövő fegyvere (1991)
- Gyilkos ösztön (1992)
- Izzó szenvedélyek (1992)
- Remegés (1992)
- Szörnyeteg a mostohám (1993)
- 800 mérföld az Amazonason (1993)
- Az Amazon (1993)
- Cinkosok közt vétkes (1993)
- Kisvárosi igazság (1994)
- Fojtóhurok (1994)
- Kick-bokszharcos 6. – Egyszemélyes hadsereg (1995)
- Dillinger és Capone (1995)
- Gyilkosság a receptje (1995)
- Fekete skorpió (1995)
- Kick-bokszharcos 7. – Embervadászat (1995)
- Tiltott szépség (1995)
- Kick-bokszharcos 8. – Kiképzett gyilkos (1996)
- A galamb röpte (1996)
- Harlem fekete rózsája (1996)
- Gyilkos android (1996)
- Ha harc, hát legyen harc! (1997)
- Fekete skorpió 2. (1997)
- Tűz az űrből (1997)
- Rabold el az űrhajót! (1997)
- Időcsapdában (1997)
- Nesztelen ragadozó (1998)
- Túlhajtva (1998)
- Nősténygladiátor (2001)
- Földindulás (2002)
- Tűzharc (2003)
- Vadászat a Sas Egyre (2006)
- Halálfutam (2008)
- A küklopsz szövetsége (2008)
- Halálfutam 2. (2010)
- Gyilkos pókok (2011)
- Halálfutam: A pokol tüze (2012)

Filmrendezőként
- Titkos küldetés (1964)

Színészként
- A Keresztapa II. (1974)
- Flúgos futam (1976)
- Az üvöltés (1981)
- A dolgok állása (1982)
- Második műszak (1984)
- A bárányok hallgatnak (1991)
- Philadelphia – Az érinthetetlen (1993)
- Apolló 13 (1995)
- A második polgárháború (1997)
- Ügyvédek (1999)
- Sikoly 3. (2000)
- Bolondos dallamok – Újra bevetésen (2003)
- A mandzsúriai jelölt (2004)
- Rachel esküvője (2008)

### Forgatókönyvíróként
- A pisztolyhős (1954)

## Díjai
- Életműdíj (Oscar-díj) (2010)